# بطولة تونس لألعاب القوى 1988
بطولة تونس لألعاب القوى 1988 هو الدورة 33 من بطولة تونس لألعاب القوى.

فاز بهذا الموسم الزيتونة الرياضية.

## روابط خارجية
- الموقع الرسمي للجامعة التونسية لألعاب القوى.